# Брея (Калифорния)
Брея (англ. Brea) — город в округе Ориндж в штате Калифорния США.

## Описание
Находится в юго-западной Калифорнии. Расположен у подножия холмов Пуэнте, в 50 км к востоку от центра Лос-Анджелеса. Первые поселенцы собирали куски пропитанной нефтью земли в каньоне Brea (brea означает «смола» на испанском языке) в качестве топлива, а коммерческая добыча нефти началась в 1898 году после успешных бурений на месторождениях Brea и Olinda. Приток рабочих на нефтяные месторождения вдохновил Ontario Investment Company подать в 1908 году карту разбивки города под названием Randolph; этот план был повторно подан в 1911 году, чтобы изменить название на Brea. До 1940-х годов экономика города была основана на нефтяной промышленности. Впоследствии добыча нефти снизилась, и город стал в первую очередь центром розничной торговли с несколькими крупными торговыми центрами. Инкорпорирован в 1917 году. Население в 2000 году — 35 410; в 2010 году — 39 282 жителя.

## Население
| 2010   | 2020    |
| ------ | ------- |
| 39 282 | ↗47 325 |